# Classe Albion
A Classe Albion é uma classe de navios de assalto anfíbio da Marinha do Reino Unido, desenvolvida pela Vickers Shipbuilding and Engineering hoje controlada pela BAE Systems Marine localizada em Barrow-in-Furness, Inglaterra. Nesta classe foram construídos 2 navios, o HMS Albion e o HMS Bulwark, ordenados em 1996 e comissionados em 2003 e 2004. Em 2024, ambos os navios estavam na reserva. Em Novembro de 2024, o governo trabalhista indicou que os navios seriam retirados de serviço até Março de 2025.

## História
O valor das duas docas de plataforma de desembarque da classe Fearless foi destacado durante a Guerra das Malvinas, onde esses navios desempenharam um papel crucial ao transportar tropas e veículos para o Atlântico Sul. Os comandantes das operações de desembarque em San Carlos estavam a bordo do HMS Fearless, e, ao chegarem, os conveses de voo dos navios eram usados para apoiar as operações aéreas com helicópteros e jatos Sea Harrier.

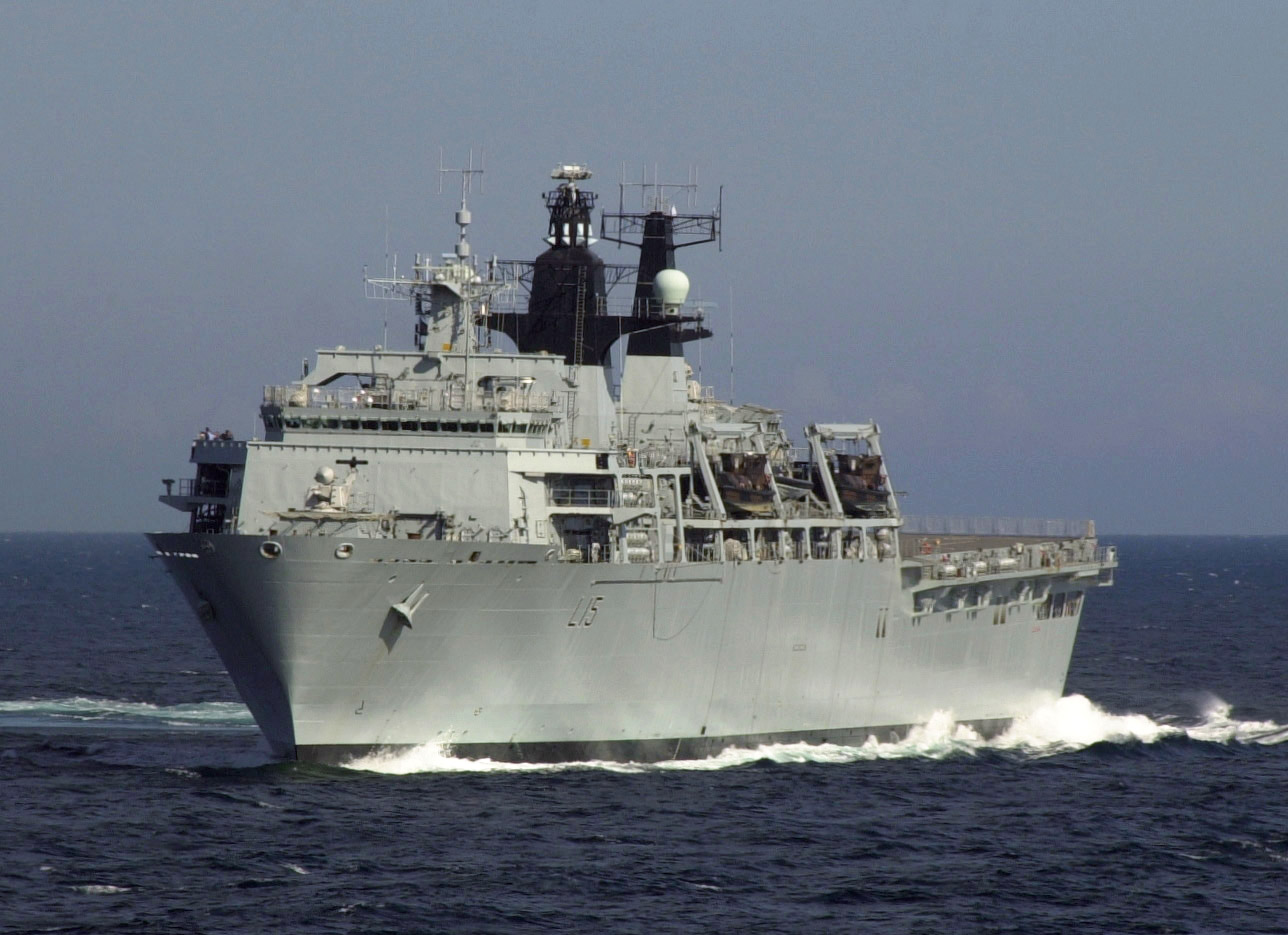
HMS Bulwark

Como esses navios foram construídos na década de 1960, em 18 de julho de 1996, o Ministério da Defesa britânico concedeu um contrato de £ 450 milhões à Vickers Shipbuilding and Engineering Ltd (VSEL) em Barrow-in-Furness para a construção de suas substituições. As novas embarcações têm a função de "atuar como plataforma de comando a bordo para a Força-Tarefa Anfíbia da Marinha Real e Comandantes da Força de Desembarque quando embarcados", além de "embarcar, transportar, desdobrar e recuperar tropas com seus equipamentos e veículos que fazem parte de uma força de assalto anfíbia". Esses navios eram maiores e mais capazes do que a classe Fearless e faziam parte de um programa de modernização da frota anfíbia britânica, que também incluia o ex porta-helicópteros HMS Ocean (atual NAM Atlântico A-140), os navios de desembarque da classe Bay da Frota Real Auxiliar e os navios de transporte marítimo da classe Point.

### Prontidão estendida
Devido a cortes de custos na Marinha Real, a Revisão Estratégica de Defesa e Segurança de 2010 determinou que um dos dois LPDs da classe Albion deveria ser colocado em prontidão estendida, ou reserva não tripulada, enquanto o outro permaneceria em alta prontidão para operações. Os navios deveriam alternar entre esses estados ao longo de suas vidas úteis. Foi decidido que o HMS Albion seria o primeiro a ser colocado em prontidão estendida, com um custo de £ 2,5 milhões, uma vez que o HMS Bulwark havia recentemente concluído uma grande reforma. Os custos operacionais durante a prontidão estendida foram estimados em £ 300.000 por ano, para garantir que o navio estivesse disponível para reativação em curto prazo. O HMS Albion retornou à alta prontidão quando o HMS Bulwark foi colocado em prontidão estendida. Em 2014, Albion passou por uma reforma de regeneração e se juntou novamente à frota ativa em 2016. Os custos operacionais de um dos navios da classe Albion em alta prontidão variaram entre £ 17,7 milhões e £ 38,6 milhões por ano, de 2007 a 2011. No final de 2018, o HMS Albion estava em serviço ativo, enquanto o HMS Bulwark continuava em prontidão estendida.
Em 2024, foi relatado que, devido a problemas de tripulação na Marinha Real e apesar da conclusão pendente de uma grande reforma do HMS Bulwark, ambos os navios deveriam permanecer na reserva Em maio de 2024, a Marinha Real indicou que pretendia manter os dois navios até 2033/34, quando seriam substituídos pelos futuros Navios de Apoio Multifuncional (MRSS). No entanto, em novembro de 2024, o governo trabalhista recentemente eleito indicou que eles seriam de fato aposentados mais cedo para economizar dinheiro.
Em dezembro de 2024, foi relatado pela Ministra de Aquisições de Defesa, Maria Eagle, que todos os tripulantes restantes do HMS Albion e do HMS Bulwark foram realocados para outras plataformas, treinamento ou posições que apoiam as prioridades mais altas da Marinha Real.

## Descomissionamento e venda ao Brasil
A desativação dos navios pela Marinha Real está programada para março de 2025. Em 20 de dezembro de 2024, surgiram notícias sobre negociações entre a Marinha do Brasil e a Marinha Real para a compra do HMS Bulwark. No dia 26 de janeiro de 2025, o Daily Mail informou que ambos os navios da classe, HMS Albion e HMS Bulwark, estavam em negociação para venda ao Brasil por £ 20 milhões (equivalente a R$ 145 milhões), embora essa transação ainda precisasse ser confirmada pelas duas marinhas. Em janeiro de 2025, o governo do Partido Trabalhista enfrenta críticas por supostamente vender dois navios da Royal Navy ao Brasil por um valor considerado muito baixo. A acusação é de que as embarcações foram oferecidas por apenas £ 20 milhões, mesmo com o Reino Unido tendo investido quase dez vezes esse montante em reparos e manutenção ao longo dos últimos 14 anos. Essa situação gerou um debate sobre a adequação do preço e a gestão dos ativos da Marinha Real.
No dia 4 de fevereiro de 2025, a Marinha do Brasil confirmou as negociações ao jornal O Globo. No dia 2 de abril de 2025, os Ministérios da Defesa do Brasil e do Reino Unido assinaram uma carta de intenções para estabelecer as bases das negociações formais, que incluiriam avaliações técnicas detalhadas e discussões sobre os termos financeiros e logísticos, com o objetivo de integrar as unidades à frota da Marinha do Brasil. Finalmente, em 4 de abril, o Ministério da Defesa do Reino Unido confirmou que as negociações para a transferência estavam em andamento.

## Navios da classe
| Nº na amurada | Nome    | Construtor         | Batimento de quilha   | Lançado                | Comissionado RN        | Descomissionado RN           | Comissionado | Estado |
| ------------- | ------- | ------------------ | --------------------- | ---------------------- | ---------------------- | ---------------------------- | ------------ | --- |
| L14           | Albion  | BAE Systems Marine | 23 de maio de 1998    | 9 de março de 2001     | 19 de junho de 2003    | Planejado para março de 2025 |              | Em prontidão estendida (reserva não tripulada) Planejado para ser transferido para o Brasil.                                              |
| L15           | Bulwark | BAE Systems Marine | 27 de janeiro de 2000 | 15 de novembro de 2001 | 10 de dezembro de 2004 | Planejado para março de 2025 |              | Prontidão estendida/reequipamento HMNB Devonport; disponível para reativação se necessário. Planejado para ser transferido para o Brasil. |